# Трдат (царь Иберии)
Трдат (Тиридат; груз. თრდატი; умер в 406) — царь Иберии (394—406) из династии Хосроидов.

## Биография
Основной исторический источник о царе Трдате — свод средневековых грузинских летописей «Картлис цховреба». Однако имя этого правителя Иберии отсутствует в большей части царских списков, где вместо него указан Бакур, упоминаемый в сочинении «Обращение Грузии» как царь конца IV — начала V века.
Согласно летописям, Трдат был сыном Рева II, старшего сына первого христианского царя Иберии Мириана III. Матерью Трдата была Саломея, дочь царя Великой Армении Трдата III. В честь деда царевич Трдат и получил своё имя.
Рев умер незадолго до смерти своего отца и после смерти Мириана в 360 году на престол Иберии взошёл старший брат Трдата, царь Саурмаг II, сторонник сближения с Византией. Однако после его смерти трон занял зять Трдата — Вараз-Бакур III, сторонник союза с Сасанидским Ираном. В его правление Трдат, опираясь на военную помощь Великой Армении, попытался поднять восстание для свержения своего зятя, но ввод в Иберию сасанидских войск заставил мятежников примириться с царём.
Только после смерти Вараз-Бакура III в 394 году Трдат смог взойти на трон Иберии. Это произошло из-за малолетства сыновей скончавшегося царя, Фарсмана и Мирдата, отданных на воспитание одному из иберийских князей. Летописи сообщают, что несмотря на свой уже пожилой возраст, Трдат был благоразумным и предусмотрительным правителем, отличавшимся кротостью и мудростью. Благодаря этим качествам, новому царю удалось удалить из своих владений персидское войско, находившееся в стране со времён его предшественника, а затем заключить союз с византийским императором Аркадием. Предания также рассказывают о приезде в Иберию эмиссара западно-римского императора Гонория. Сообщается также о строительной деятельности Трдата и возведении им церквей в Рустави и Некреси.
Царь Трдат скончался в 406 году после 12 лет правления. Его преемником на престоле Иберии стал Фарсман IV.